# Epidesma ockendeni
Epidesma ockendeni är en fjärilsart som beskrevs av Rothschild 1911. Epidesma ockendeni ingår i släktet Epidesma och familjen björnspinnare. Inga underarter finns listade i Catalogue of Life.